# アラン・エジャートン (第3代エジャートン男爵)

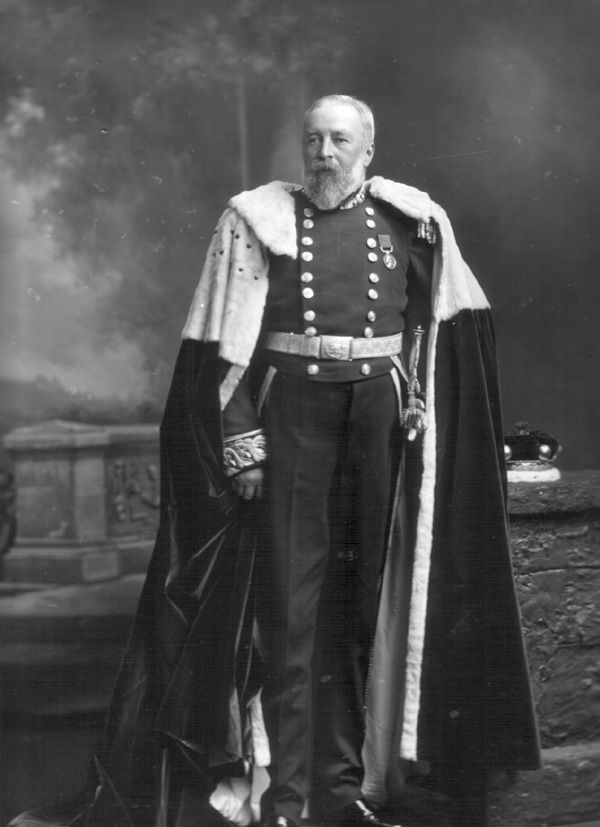
第3代エジャートン男爵、1911年撮影。

第3代エジャートン男爵アラン・ド・タットン・エジャートン（Alan de Tatton Egerton, 3rd Baron Egerton、1845年3月19日 – 1920年9月9日）は、イギリスの貴族、政治家。保守党に属し、庶民院議員を務めた。

## 生涯
初代エジャートン男爵ウィリアム・タットン・エジャートンと妻シャーロット・エリザベス（1811年4月22日 – 1878年9月11日、第2代イーリー侯爵ジョン・ロフタスの娘）の息子として、1845年3月19日に生まれた。
1872年3月19日に義勇軍の一部隊である第36ミドルセックス・ライフル義勇団（36th Middlesex Rifle Volunteer Corps）にエンサイン（歩兵少尉）として編入され、1873年5月31日に中尉、1877年5月2日に大尉に昇進した。1884年3月22日、義勇団から辞任してチェシャー・ヨーマンリー連隊に中尉として編入された。大尉への昇進を経て、1888年5月12日に少佐の名誉階級を与えられた。のちに正式に少佐になり、中佐の名誉階級を与えられた。
1883年3月、兄ウィルブラハムの爵位継承に伴うミッド・チェシャー選挙区の補欠選挙で保守党候補として出馬、4,214票を得て庶民院議員に当選した。第3回選挙法改正により選挙区が再編され、ミッド・チェシャー選挙区が廃止されると、エジャートンは1885年イギリス総選挙でナッツフォード選挙区から出馬、4,663票で当選した。その後、1886年イギリス総選挙では無投票、1892年イギリス総選挙では4,754票、1895年イギリス総選挙と1900年イギリス総選挙では無投票で再選したが、1906年イギリス総選挙では4,596票（得票率46.5%）で落選した。
1901年12月24日にチェシャーの副統監に任命され、1902年1月11日に統監代理（Vice Lieutenant）に任命された。
1909年3月16日に兄が死去すると、エジャートン男爵位を継承した。
1920年9月9日に死去、息子モーリスが爵位を継承した。

## 家族
1867年6月13日、アンナ・ルイーザ・テイラー（Anna Louisa Taylor、1933年12月22日没、サイモン・ワトソン・テイラーの娘）と結婚、3男をもうけた。
- ウィリアム・ド・タットン（1868年6月11日 – 1870年11月20日[9]）
- セシル（1871年6月14日 – 1888年7月30日[9]）
- モーリス（1874年8月4日 – 1958年1月30日） - 第4代エジャートン男爵[3]